# 吶喊
『吶喊』（とっかん）は1975年製作の日本の時代劇映画。当時俳優として活躍していた岡田裕介が喜八プロダクションのプロデューサーとして初めて製作兼主演した映画である。

## あらすじ
物語は、最初と最後に登場する現代の老婆（坂本九）が語る体で展開される。
慶応4年（1868年）閏4月、奥州安達ヶ原の貧乏な百姓息子・千太（伊藤敏孝）は、お稲荷様のお告げに従って現れた若い女・お糸（伊佐山ひろ子）を嫁にしようと追いかけるが、拳銃を携えた若者・万次郎（岡田裕介）によって奪われてしまう。お糸は官軍参謀・世良修蔵（村松克巳）の情婦であり、万次郎が世良のもとで密偵見習いをしていることを思い出す。千太は目を覚ますと自宅におり、孫太郎虫売りの男に拾われて帰ったことを母親（岩崎智江）から聞かされる。虫売りに扮装した男は仙台藩士の細谷十太夫（高橋悦史）であり、宇都宮から敗走してきた土方歳三（仲代達矢）と議論していた。千太は官軍が奥州諸藩攻略のために白河口まで迫っていることを土方から聞かされ、経験したことのない戦争が近づいていることに胸を躍らせる。細谷は仙台から江戸へ向かう大総督への嘆願の使者を護衛しようとしていたが、使者は万次郎によって射殺され、嘆願書は奪われる。
仙台藩士の参謀・仙田勇之進（岸田森）や大隊長・瀬尾斗介（大木正司）らは、世良が奥羽諸藩の討滅を強硬に主張していることを知って、世良が止宿する妓楼・金沢屋に向かう。金沢屋では、万次郎が世良から使者暗殺の報酬として10両を受け取り、便乗して金沢屋に入った千太は娼妓・テル（千波恵美子）を避難させる。千太がテルと、万次郎がお糸と身体を重ねるなか、世良とその従者・勝見善太郎（樋浦勉）の捕縛が実行される。千太は万次郎から10両を脅し取り、それでテルを身請けする。夜が明け、世良が阿武隈川岸で処刑されているころ、同じ川岸で千太はテルに対し、男に襲われたときには睾丸を蹴り上げることを教え、別れる。
白河口が官軍の手に落ち、細谷はうどん屋で瀬尾や仙田に抗議するが、仙田の挑発や、うどん屋の主人で元ヤクザの太平（今福正雄）の言葉も受けて、庶民による混成部隊の構想を練る。その頃、博徒の親分・二枚橋の伍助は官軍の前に敗走する。通りで出くわした万次郎から官軍の位置を聞いた細谷は、千太とともに官軍の部隊を追い散らして伍助の最期を見届ける。逃げ帰った伍助の子分の市（丹波義隆）たちは太平に激怒されるが、細谷が髻を持ち帰ったため、太平たちは細谷のもとに団結し、新部隊結成のために近在の博徒の協力を仰ぎ、人を集めはじめる。万次郎は何をするにも金次第だと放言して姿を消す。
こうして、博徒を主力に土方、百姓、猟師などが集まって結成された57名の「からす組」は、旅籠・柏木屋を本陣とし、仙台藩から「衝撃隊」の名を与えられる。からす組は細谷によって5つの小隊に分けられ、鉄砲隊である五番隊には市や老猟師の与作（天本英世）らが配属され、隊長には千太が任命される。千太は柏木屋の女郎となっていたテルと再会して性交し、褌を忘れたまま出撃する。五番隊は奥州街道小田川宿近傍・七曲にて官軍の斥候を待ち構えるが、千太は万次郎が先導を務めていることに気づく。五番隊は斥候隊を銃撃して追い散らし、与作の活躍で隊長・松田精造（小野寺昭）を負傷させるが、藩の本隊による援護がなかったために結局敗走し、与作ら3名が戦死する。太平は千太に対し、1名でも失えば敗北だと言って嘆く。
仙台藩による白河城の総攻撃と奪還が計画される夜、太田川宿の官軍を奇襲するために待機するからす組だが、千太は味方に無断で敵中に潜入しているところを万次郎と邂逅する。万次郎は軍用金1万両の窃盗を持ちかけるが千太は断り、千太はむしろ錦の御旗の強奪を提案して万次郎に却下される。万次郎は、千太を追ってやってきた五番隊員が千太と合流するのを補助するが、直後に半鐘を打ち鳴らしてからす組の存在を周知したため、千太に撃ち落とされる。直後にからす組の奇襲は成功するが、またも藩の本隊の増援が遅れて総攻撃は完敗に終わる。
からす組が遊撃隊として活躍するなか、仙台藩は連戦連敗を喫する。からす組も複数の死傷者を出して仙台へ撤退する途上、千太たちは二本松で若者や婦女子の惨死体を目の当たりにし、ショックを受ける。8月7日、相馬口への転進を命じられて旗巻峠で連戦するが（旗巻峠の戦い）、9月10日、駒ケ嶺が落ちて藩主伊達慶邦が降伏を決断したという風聞が流れ、細谷は進撃禁止を厳命したうえで確認のために青葉城へ出向く。しかし留守中の部隊に瀬尾が現れ、駒ケ嶺へ5名の斥候を出すように命令したため、千太や太平らがそれに屈して駒ケ嶺に出向き、太平ら4名は戦死する。風聞が事実であることを確かめた細谷が隊に戻ると、その直後に千太も姿を現すが、「やめたいやつはやめろ」と叫びながら走り去ってしまう。千太は大隊本部の酒宴に忍び込んで瀬尾を殺害する。
千太は鶴ヶ城に向かう官軍に人夫として潜入し、またもや万次郎と再会して錦旗強奪を企てる。夜、2人は会津近在の塔寺村で、女性に乱暴を働く官軍の兵士を叱責する松田を見つけ、お糸の姿も見る。万次郎はお糸から錦旗のある部屋を聞いて千太に教え、千太が忍び込んで騒ぎになっている間に万次郎は軍用金を窃盗して脱出するが、千太は捕縛される。夜が明け、万次郎は盗んだ金を埋蔵するが、そこへ松田らによって千太が引っ立てられてきて斬首されそうになる。すんでのところで万次郎は飛び出し、松田に主張して千太を助ける。千太は盗みにあたって万次郎に利用されたことを看破し、取っ組み合いの喧嘩になるが、そこへ山川大蔵（田中邦衛）が通りかかり、鶴ヶ城入城にあたって敵の目を欺くための彼岸獅子の踊り手に2人を任ずる。
お糸は万次郎が隠した軍用金を探るが、死体の手を掘り出して絶叫する。千太と万次郎は山川隊の先頭に立って彼岸獅子を踊り、辛くも入城する。恐怖のあまり睾丸が縮み上がった2人は女を見つけ、万次郎が先に手籠めにしようとするが、睾丸を蹴り上げられて悶絶する。その女はテルであった。万次郎が婦女隊に追い詰められる一方、千太は砲弾が雨と降る中でテルと性交に及び、「おらの金玉あったー！」と狂喜する。

## キャスト
- 千太：伊藤敏孝
- 万次郎：岡田裕介
- 細谷十太夫：高橋悦史
- お糸：伊佐山ひろ子
- テル：千波恵美子
- 千太の母親：岩崎智江
- 太平：今福正雄
- 掛田の善兵衛：伊吹新
- 桑折の和三郎：小川安三
- 桜井の百蔵：長谷川弘
- からす組隊員
  - 市：丹波義隆
  - 紋次：粕谷正治
  - 弥太：藤田漸
  - 与作：天本英世
  - 二枚橋の和助：堺左千夫
- 世良修蔵：村松克巳
- 勝見善太郎：樋浦勉
- 松田精造：小野寺昭
- 仙田勇之進：岸田森
- 瀬尾斗介：大木正司
- 山川大蔵：田中邦衛
- 土方歳三：仲代達矢
- 板垣退助：木村博人
- その他：山本廉、北見治一、草川直也、川口節子
- 語りの老婆：坂本九
- ナレーター：中谷一郎

## スタッフ
- 脚本・監督：岡本喜八
- 製作：岡田裕介、多賀祥介
- 音楽：佐藤勝
- 撮影：木村大作
- 美術：植田寛
- 録音：渡会伸
- 照明：高島利雄
- 編集：黒岩義民
- 助監督：白山一城
- 製作担当者：安木吉信
- 監督助手：山下賢章
- スクリプター：黒岩美穂子
- スチール：浅井慎平、田辺幸雄
- 殺陣：宇仁貫三
- 効果：東宝効果集団
- 現像：東京現像所
- 製作：喜八プロ、日本アート・シアター・ギルド
- 配給：日本アート・シアター・ギルド